# 탄호이저 (시인)

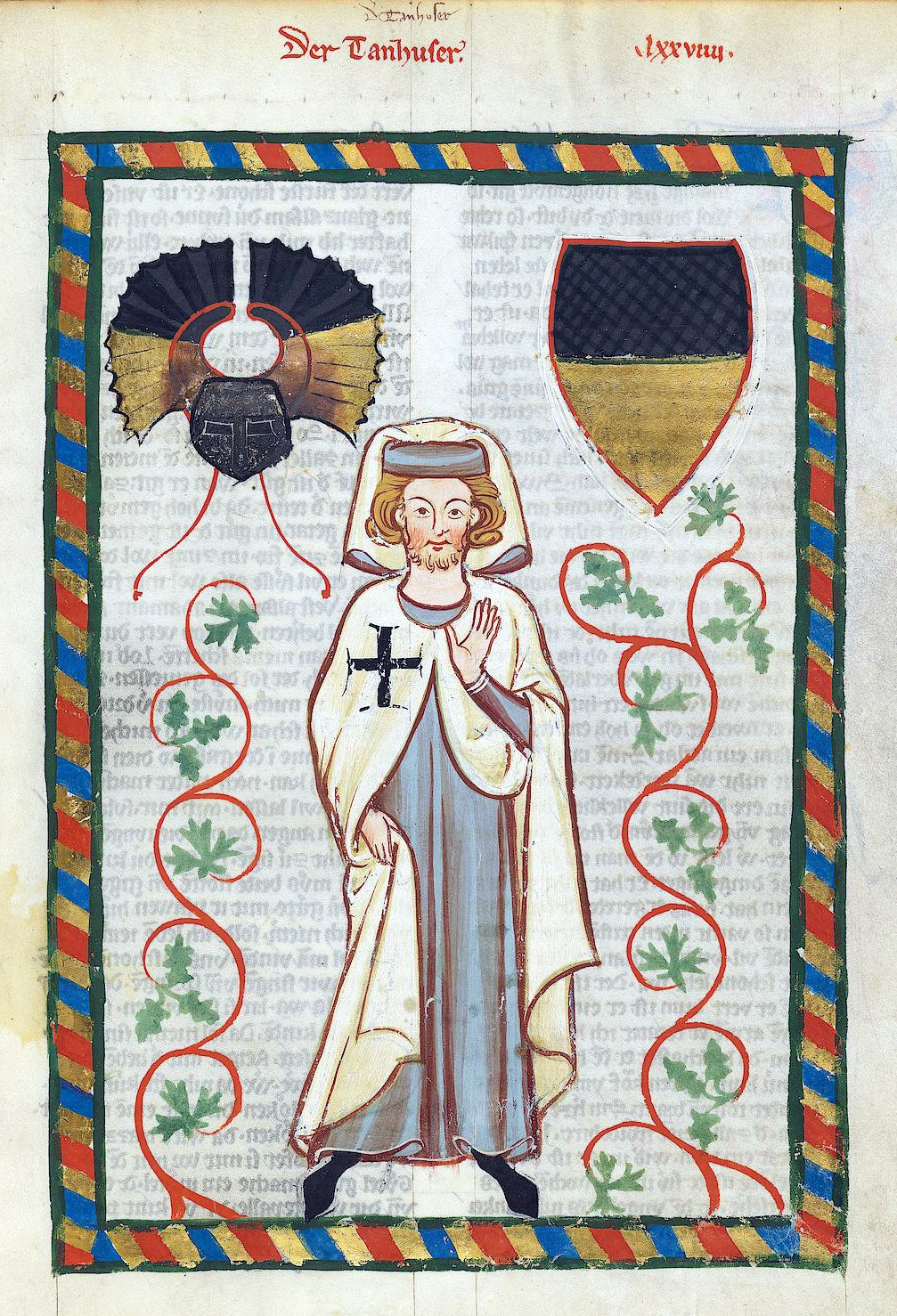

탄호이저(Tannhäuser, 1200년경-1270년경)는 독일의 연애 시인이다.
1228년~1229년경 십자군에 참가했고 이후 음유시인이 되었다.
1270년경 방랑 생활을 하였던 것으로 추측되는데, 이때 화려한 시어(詩語)를 구사하여 당시의 농민 생활, 특히 퇴폐적인 연애에 대하여 많은 시를 썼던 것 같다. 한때 타락 생활을 하였으나, 로마 교황을 찾아 용서를 빈 이후부터는 다시 많은 시를 썼다. 바그너가 그의 생애를 소재로 하여 작곡한 오페라 《탄호이저》는 특히 유명하다.